# Dmitri Kabalevski
Œuvres principales
Colas Breugnon (opéra)
Dmitri Borissovitch Kabalevski (en russe : Дмитрий Борисович Кабалевский), né le 30 décembre 1904 à Saint-Pétersbourg (Empire russe) et décédé le 18 février 1987 à Moscou (Union soviétique), est un compositeur soviétique et russe.

## Biographie

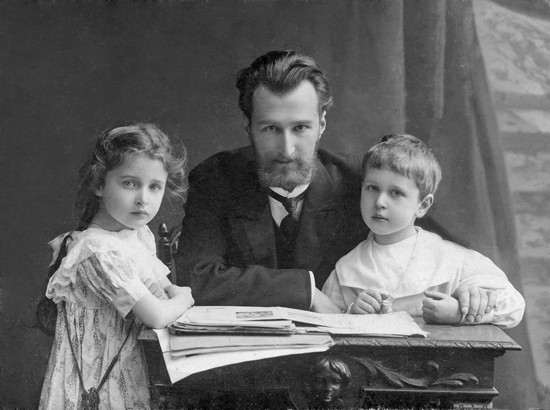
Dmitri Kabalevski à cinq ans, avec son père Boris et sa sœur Elena (1909).

Dmitri Kabalevski est issu d'une famille d'intellectuels de condition modeste. Son père était mathématicien et travaillait à l'Assurance nationale. Il lui communiqua très tôt son goût pour la littérature, la peinture, la géographie, les sciences naturelles et la technique. À sa mère, il doit son goût précoce pour la musique. Il poursuit ses études secondaires au Premier gymnasium de garçons de Pétrograd.

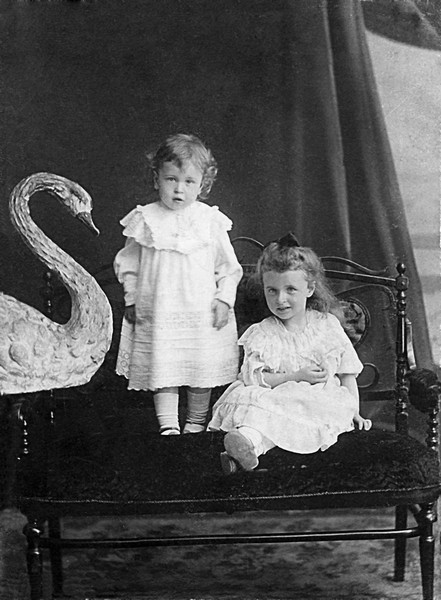

En 1918, sa famille s'installe à Moscou, redevenue depuis peu la capitale de la Russie, ville dans laquelle il entreprend en 1919 des études de piano à l'école de musique Victor Selianov (ultérieurement, Institut Scriabine), où il acquiert une bonne technique pianistique et fait montre de talent pour l'improvisation, effectue ses études secondaires, et suit en parallèle les cours d'une école de peinture. En 1922, à la demande de son père, il entre à l'Institut Engels pour y effectuer des études économiques et sociales — études qu'il n'entreprendra en fait jamais, ayant décidé au même moment de se consacrer entièrement à la musique —, tout en suivant parallèlement ses cours de musique à l'Institut Scriabine. Il parlait couramment plusieurs langues étrangères, tout particulièrement l'anglais. Il intégra le Conservatoire Tchaïkovsky de Moscou en 1925 et publia à cette occasion ses Trois préludes pour piano, son opus 1. Il eut Georges Catoire et Nikolaï Miaskovski comme professeurs de composition et Alexandre Goldenweiser comme professeur de piano. Ses premières œuvres reconnues prennent forme à la fin des années 1920 : Trois mélodies d'Alexandre Blok d'après les poèmes de ce dernier (1927), une sonate pour piano (1927), le quatuor n° 1 (1928) et un concerto pour piano (1928), une sonatine pour piano en ut (1930).

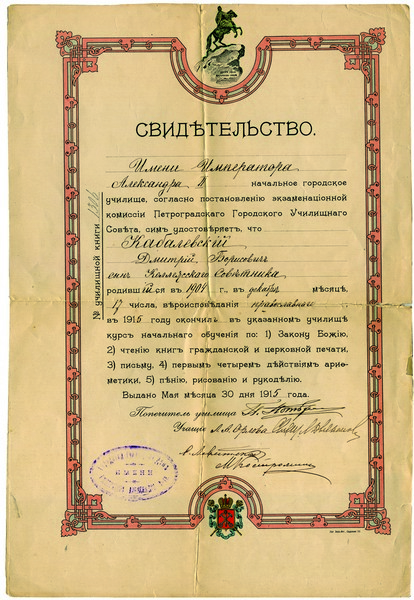

Du milieu des années 1920 au début des années 1930, une lutte farouche opposa l'Association pour la musique contemporaine (ASM), fondée en 1923 au sein de l'Académie nationale des arts, filiale russe de l'association internationale du même nom, et l'Association russe pour la musique prolétarienne (RAPM). Kabalevski ne fit jamais officiellement partie d'aucune de ces deux associations, mais il rejoignit, dès son entrée au conservatoire, le groupe PROKULL (Production collective des étudiants compositeurs), un groupe d'étudiants du conservatoire de Moscou cherchant à faire le lien entre les deux associations. Notamment avec son jeune collègue Vissarion Chebaline, il publia des articles dans la revue Musique de notre temps de l'ASM. Lors de la dissolution, en 1932, de ces deux associations et de leur remplacement par l'Union des compositeurs soviétiques, Kabalevsky participa activement à la création de la section moscovite de cette organisation et occupa ensuite un poste d'administrateur de cette section.
Kabalevski aurait, en 1934, été l'un des rares à oser prendre publiquement position en faveur de l'opéra Lady Macbeth de Mzensk de Dmitri Chostakovitch lors de son interdiction (qui faisait suite à la publication d'une critique très sévère de cet opéra, parue dans le journal La Pravda, article que l'on savait « inspiré » par Staline lui-même, ce dernier ayant ostensiblement quitté la salle du Bolchoï l'avant-veille, pendant la représentation de second acte de l'opéra). Mais il est également rapporté qu'en 1956, Kabalevski se serait, lors d'une réunion de l'Union des compositeurs et en présence de Chostakovitch lui-même, violemment opposé à la levée de l'interdiction de ce même opéra, compte tenu de « l'immoralité » (raison identique à celle invoquée par Staline) de l'héroïne. Aucune de ces deux anecdotes n'est toutefois mentionnée dans le Témoignage controversé de Chostakovitch, publié par le journaliste Solomon Volkov. Kabalevski rendra un vibrant hommage à Chostakovitch en 1966, à l'occasion de son soixantième anniversaire.
Excellent pédagogue (il est nommé en 1932 professeur assistant de composition au conservatoire de Moscou et titularisé en 1939), il passera pour un musicien épris de l'enfance. Sa véritable personnalité apparaît dans ces œuvres pour piano à vocation pédagogique : Recueil de pièces faciles pour les débutants (1927-1940), De la vie d'un pionnier (1931), Trente pièces enfantines (1937-1938), Vingt-quatre morceaux faciles (1944), Deux variations faciles (1944), Cinq variations faciles (1952), Quatre rondos faciles (1958), Six préludes et fugues (1958-1959), Trente-cinq pièces faciles (1972-1974). Deux sonatines, datant de 1930 (connue de nombreux jeunes pianistes) et 1933 complètent cette œuvre, sans oublier les Tableaux de l'enfance et sa rapsodie Le temps de l'École (1963, sur une comptine enfantine très connue en Russie. Il enseignera bénévolement la musique, jusqu'à la fin de sa vie, dans l'école primaire de son quartier. Dans ces petites formes, la simplicité de l'harmonie, le charme des thèmes séduisent le mélomane.
En 1940, Kabalevski devient une grande figure de la musique soviétique. Il est nommé cette même année président de l'Union des compositeurs soviétiques, un poste qu'il gardera jusqu'en 1948 quand il fut remplacé, par Tikhon Khrennikov, qui restera à ce poste jusqu'à la dislocation de l'URSS (1991).
Membre du Parti communiste en 1940, rédacteur de la revue Sovietskaïa Mouzika, lauréat à quatre reprises du prix Staline (1946, 1949, 1951, et 1966), Kabalevski fut toutefois accusé, à la mi-janvier 1948, par Andreï Jdanov, en même temps qu'Aram Khatchatourian, Gavriil Popov, Sergueï Prokofiev, Dmitri Chostakovitch, Nikolaï Miaskovski et Vissarion Chebaline, de « formalisme », la pire accusation que l'on pût porter contre un artiste pendant la période stalinienne. De tous ces musiciens, qui avaient tous peu de temps auparavant reçu au moins un prix Staline pour certaines de leurs compositions, Kabalevsky fut le seul, au cours de cette séance tristement célèbre, à faire son autocritique publique. Par la suite, dans le décret du 10 février 1948, le nom de Kabalevski, contrairement à celui de ses confrères qui avaient été publiquement accusés en même temps que lui du même « crime », n'apparaît plus. Ce fait lui valut, jusqu'à la fin de ses jours, une farouche inimitié de la part d'un certain nombre de ses confrères, qui l'accusèrent, dès lors, d'« opportunisme ».
Par la suite, il est président de la Commission pour l'éducation musicale des enfants en 1962, Artiste du peuple de l'URSS en 1963, président du Conseil scientifique d'esthétique pédagogique à l'Académie des sciences pédagogiques de l'URSS en 1969, et Président de l'International Society of Musical Associations en 1972. Il jouit d'une datcha à Sovietski Pissatel. 
Il fait partie de la première génération des compositeurs soviétiques, mais il fut l'un des rares compositeurs majeurs de sa génération à avoir suivi les orientations de la politique officielle en matière de création musicale après les décrets Jdanov de 1948, orientations (« réalisme socialiste ») auxquelles il restera fidèle jusqu'à sa mort — même dans les années 1980 où ces orientations étaient totalement rejetées par presque tous les compositeurs, n'avaient plus d'appuis officiels et, de fait, allaient jusqu'à nuire à la réputation de Kabalevsky. Son œuvre d'après-guerre s'intègre en grande partie dans ce moule, trouvant une partie (mais une partie seulement) de sa source dans les formes d'arts musicales populaires de son pays, mais n'ayant jamais gommé de celle-ci l'influence initialement subie (comme beaucoup de compositeurs soviétiques de cette époque l'ont avoué après la mort de Staline) de la musique française du Groupe des Six (tout particulièrement Francis Poulenc pour ce qui est de Kabalevsky) et de Maurice Ravel, ainsi que de l'avant-garde russe émigrée à cette époque (Igor Stravinsky et Sergueï Prokofiev).
Parmi ses œuvres les plus populaires, on peut citer ses quatre concertos pour piano (1929, 1935 (« à la Prokofiev »…), 1952 (son concerto pour piano le plus joué, où l'esprit de Francis Poulenc est particulièrement présent, concerto créé à Moscou par Alexis Weissenberg, alors âgé de 14 ans), 1975 (concerto Prague), son concerto pour violon (1948) et ses deux concertos pour violoncelle (1948-1949 et 1964), qui sont des œuvres empreintes d'un lyrisme intime teinté d'humour et de joie de vivre. Son œuvre symphonique comprend en outre quatre symphonies (1932, 1933 (Requiem, sa symphonie N° 3), 1934 (sa symphonie la plus jouée, la N° 2) et 1956), une suite symphonique Roméo et Juliette (1956), une ouverture Pathétique (1960) et un poème symphonique Le Printemps (1960). Il est également l'auteur de plusieurs musiques de scène (Les Comédiens, 1938-1940), de mélodies et de ballets. Il complétera, en collaboration avec Mstislav Rostropovitch, le Concertino pour violoncelle et orchestre de Serge Prokofiev, commencé en 1952, que ce dernier n'avait pas eu le temps d'achever avant sa mort.
Sa musique de chambre représente peut-être le meilleur de sa création musicale : deux quatuors à cordes (1928, 1945), trois sonates pour piano (1927, 1945, 1946, les deux dernières créées aux États-Unis par Vladimir Horowitz en 1947 à New York), vingt-quatre préludes pour piano (1943-1944), et surtout sa sonate pour violoncelle et piano (1962), créée par son dédicataire, Mstislav Rostropovitch.
Les formes musicales plus développées (opéras) l'intéressent mais il s'y trouve peut-être moins à l'aise (ce n'est pas l'avis des Russes, qui les préfèrent généralement à ses œuvres instrumentales !), à l'exception de son opéra Le Maître de Clamecy ou Colas Breugnon, tiré par le librettiste Sigismund Krzyzanowski du roman de Romain Rolland (1937), profondément révisé en 1967–1968, œuvre d'une grande truculence et incontestablement très réussie. L'ouverture de cet opéra a été créée aux États-Unis par Arturo Toscanini, et il en existe de très nombreux enregistrements. Kabalevsky a composé quatre autres opéras : Au feu, non loin de Moscou (1943), La Famille de Tarass (1947-1950), Nikita Verchinine (1953-1954) et Les Sœurs (1967-1969), beaucoup moins connus que Colas Breugnon. Il est également l'auteur d'une opérette écrite en 1957, Le Printemps chante.
Les œuvres patriotiques composées pendant les années 1940 (La Grande Patrie, 1942, Les Vengeurs, 1942) ou par la suite (Les Léninistes, 1959, La Lettre au XXe siècle, 1972) n'ont, quant à elles, pas résisté à l'usure du temps.
En revanche, certains tiennent son requiem En mémoire de ceux qui ont péri dans la lutte contre le fascisme, sur des poèmes de Robert Rojdestvensky (1962), pour l'une de ses œuvres majeures, comparable au War Requiem de Benjamin Britten ou au Dresdner Requiem de Rudolf Mauersberger.

## Œuvres principales
- Symphonie no 2 , op. 19 (1934)
- Les Comédiens, Suite pour petit orchestre op. 26 (1938-1940)
- Colas Breugnon op. 24 (1938)
- Préludes pour le piano (1944)
- Sonate pour piano no 2 (1945)
- Concerto pour violon et orchestre en ut majeur, op. 48 (1948)
- Concerto pour violoncelle et orchestre no 1 en sol mineur, op. 49 (1948-1949)
- Concerto pour violoncelle et orchestre no 2 en ut mineur, op. 77 (1964)
- Concerto pour piano et orchestre no 1 en la mineur, op. 9 (1928)
- Concerto pour piano et orchestre no 2 en sol mineur, op. 23 (1935)
- Concerto pour piano et orchestre no 3 en ré majeur, op. 50 (1952)
- Concerto pour piano et orchestre no 4 « Prague », op. 99 (1975)

## Distinctions
- Héros du travail socialiste (1974)
- Ordre de Lénine (1964, 1971, 1974, 1984)
- Ordre du Drapeau rouge du Travail (1966)
- Ordre de l'Insigne d'honneur (1940)
- Prix Lénine (1972) - pour la nouvelle version de l'opéra Colas Breugnon (1968)
- Prix Staline
  - première classe (1946) - pour le 2e quatuor (1945)
  - deuxième classe (1949) - Concerto pour violon et orchestre (1948)
  - deuxième classe - pour l'opéra Famille de Taras (1950)
- Prix d'État de l'URSS (1980) - pour le 4e Concerto pour piano et orchestre (Prague) (1979)
- Artiste du peuple de l'URSS (1963)
- Artiste du peuple de la RSFSR (1954)

## Discographie
- 28 Préludes pour piano, Christoph Deluze (2006, Pavane Records)
- Concertos pour piano, volume 1 : Concertos pour piano et orchestre no 2 op. 23 et no 3 op. 50, Kathryn Stott (en) (piano) ; Les comédiens, Suite pour petit orchestre op. 26 ; Ouverture de Colas Breugnon op. 24 - BBC Philharmonic, dir. Vassili Sinaïski (2003, Chandos)
- Concertos pour piano, volume 2 : Concertos pour piano et orchestre no 1 op. 9 et no 4 « Prague » op. 99, Kathryn Stott (piano) ; Symphonie no 2 op. 19 - BBC Philharmonic, dir. Neeme Järvi (2006, Chandos)
- Concertos pour piano nos 1 et 2, In-Ju (piano) - Russian Philharmonic Orchestra, dir. Dmitry Yablonski (2004, Naxos)
- Concerto pour piano no 3 ; Rhapsodie pour piano et orchestre op.75, Hsin-Ni Liu (piano) ; Poème pour chœur et orchestre op. 12 , Gnessin Academy Chorus - Russian Philharmonic Orchestra, dir. Dmitri Yablonski (2005, Naxos) ; complément : Rimsky-Korsakov, concerto pour piano op. 30
- Concerto pour violon op. 48, Andrew Hardy (violon) - Symphony Orchestra of Russia, dir. Veronica Dudarova (1995, Regis) ; 
compléments : concertos pour violon de Chebaline et Rakov
- Concerto pour violon op. 48, Lydia Mordkovitch (violon), dir. Neeme Järvi ; Concerto pour violoncelle no 2 op. 77, Raphael Wallfisch (violoncelle) - Royal Scottish Symphony Orchestra, dir. Bryden Thomson (2002, Chandos)
- Concertos nos 1 et 2 pour violoncelle, Marina Tarasova (violoncelle) - Symphony Orchestra of Russia, dir. Veronica Dudarova (1993, Alto)
- Symphonies nos 1 et 2 ; Ouverture Pathétique op.64 ; Printemps op. 65 - Orchestre Philharmonique d'Arménie, dir. Loris Tjeknavorian (1997, ASV)
- Symphonie no 2 op. 19 - The New Philharmonia Orchestra, dir. David Measham (1973, Unicorn) ; compléments : Chostakovitch, Miaskovsky
- Les 4 Symphonies - Chœur Hongrois et NDR Radiophilharmonie, dir. Eiji Oue (2001-2002, CPO)
- Suites d'orchestre : Colas Breugnon ; Les Comédiens ; Roméo et Juliette - Orchestre Symphonique de Moscou, dir. Vasily Jelvakov (1995, Naxos)
- Requiem op. 72 ; Symphonie no 4 op. 54 - Solistes, Chœurs et Orchestre Philharmonique de Moscou, Orchestre Philharmonique de Leningrad, dir. Dimitri Kabalevski (1956/1964, Olympia)
- Colas Breugnon, opéra en 3 actes, version définitive de 1968 - Solistes, Chœurs et Orchestre Stanislavsky du Théâtre Musical de Moscou, dir. Georgy Zhemchuzhin (1973, Olympia)
- Symphonie no 4 op. 54 - Orchestre philharmonique de Leningrad (1956), dir. Dimitri Kabalevski ; Concerto pour piano no 3 op. 50, Emil Gilels (piano) - Grand orchestre symphonique de la radio-Tv d'URSS, dir. Kabalevski (1954) ; Concerto pour violon op. 48, David Oïstrakh (violon) - Orchestre philharmonique d'état de Moscou, dir. Kabalevski (1949) - Remastering et réédition Monopole, 2007